# Győr
Győr ([ˈɟøːr] ) (in tedesco Raab; in slovacco Ráb; in croato Jura, Đura, Vjura, Javorina, o Đur; in latino Arrabona; in italiano: Giavarino) è la principale città dell'Ungheria nordoccidentale, capoluogo della contea di Győr-Moson-Sopron e della regione ungherese del Transdanubio Occidentale.

## Geografia fisica
Bagnata dal Danubio, la città è situata lungo una delle principali vie di comunicazione dell'Europa centrale, a metà strada tra Budapest, Bratislava e Vienna.
La città, che è la sesta in Ungheria per ordine di grandezza, ha una popolazione di 131 564 abitanti.

## Storia

### Epoca romana
Nei pressi di Győr sorgeva un forte militare in epoca romana, il cui nome era Arrabona. Qui stazionarono nei secoli diverse unità di cavalleria ausiliaria come l'Ala Pannoniorum (sotto Claudio), l'Ala I Augusta Ituraeorumsagittariorum (da Nerone a Domiziano), l'Ala I Hispanorum Arvacorum (da Domiziano a Traiano) e l'Ala I Ulpia Contariorum (da Traiano a Costantino). Sotto Marco Aurelio il forte fu attaccato da un'orda di barbari, ma fu respinta. Era il 166-167 d.C. (v. guerre marcomanniche).

### Epoca medievale

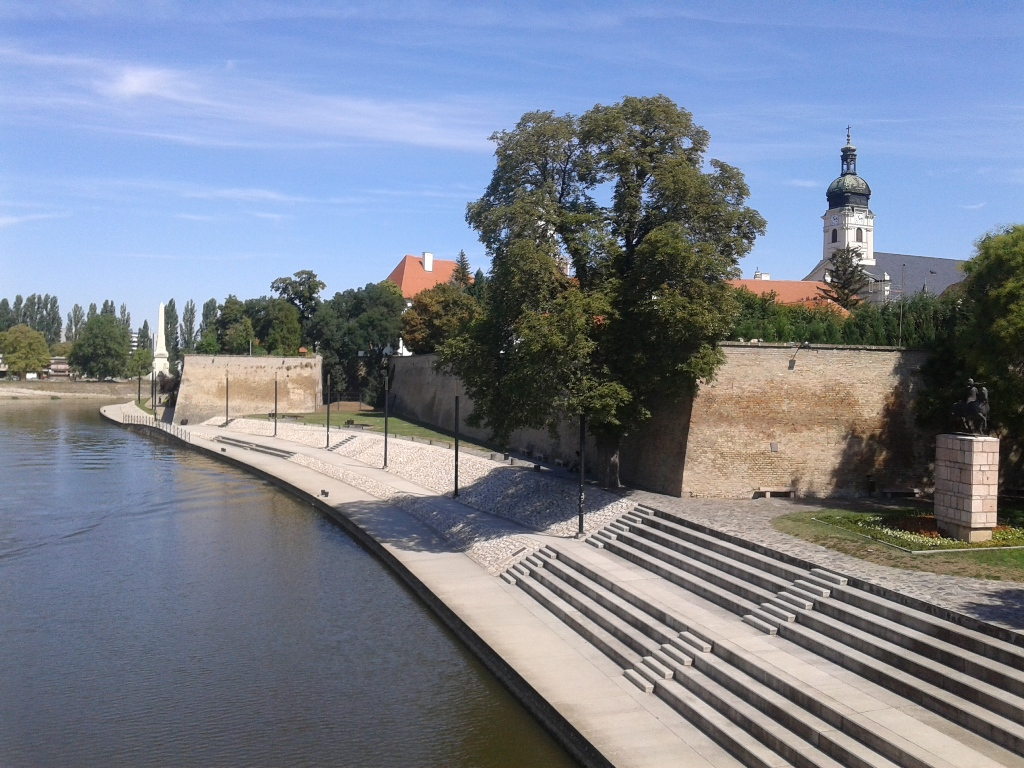
Győr, le mura cittadine e il Rába

La diocesi di Győr risale al secolo X, mentre l'abitato ottenne il titolo di città nel 1271. Durante le guerre tra gli austriaci e l'Impero ottomano, Győr fu uno degli ultimi avamposti di difesa di Vienna e venne per questo tramutata in fortezza secondo i piani degli architetti italiani Pietro Ferrabosco e Bernardo Gaballio. I lavori terminarono nel 1564, ma la città venne presa dai turchi nel 1594 e riconquistata solo quattro anni dopo.
Nella pianura del fiume Raab Raimondo Montecuccoli sconfisse i Turchi, durante la Guerra austro-turca (1663-1664)

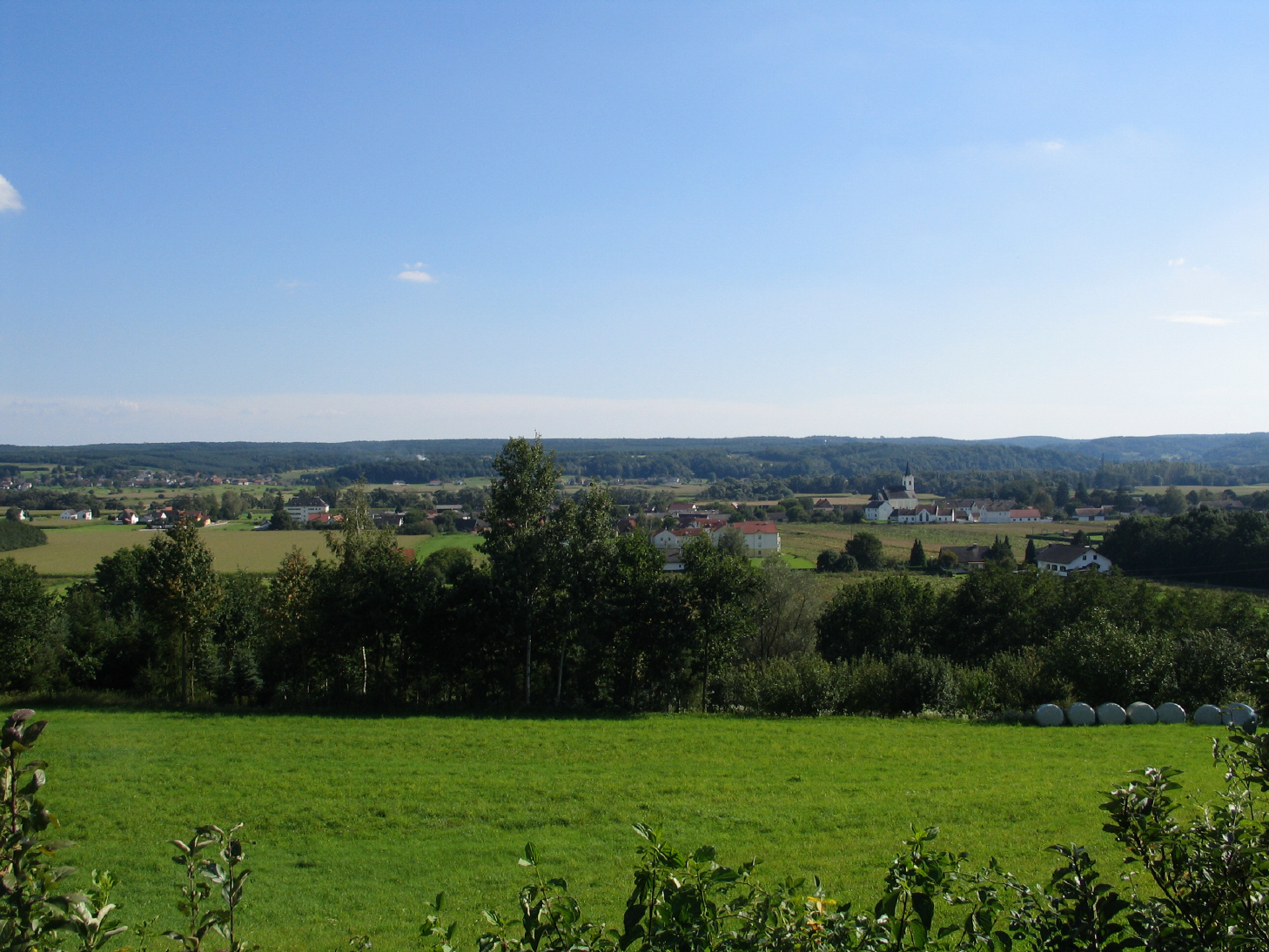
La valle della Raab vista dal lieve rilievo, l'ultimo colle austriaco, dal quale il marchese Montecuccoli avrebbe comandato la battaglia. Oltre le colline all'orizzonte, in territorio magiaro, era il grande accampamento del Gran Visir. Foto A. Saltini, Archivio Nuova terra antica

Nel XIX secolo Győr conobbe, grazie all'industria tessile e meccanica, un notevole sviluppo che durò fino alla seconda guerra mondiale. Negli anni successivi, quelli dell'economia pianificata, sorsero molti grandi edifici popolari senza grande cura degli edifici storici. La svolta si ebbe negli anni settanta, con la ricostruzione e la restaurazione del centro storico. Questa attenzione valse a Győr nel 1989 un premio europeo per la protezione dei monumenti.

### Epoca moderna
Ai giorni nostri Győr è uno dei centri amministrativi e culturali (è sede universitaria) più importanti d'Ungheria. Vi sono molti edifici barocchi. Il centro storico è la Káptalandomb (Collina Capitolare) alla confluenza di tre fiumi: il Danubio (ramo laterale detto "Danubio di Moson" o Mosoni-Duna), il Rába e il Rábca. Győr ha vocazione turistica basata sui numerosi monumenti, sui musei e sulle terme.

## Monumenti e luoghi d'interesse
- Il centro storico.
- Il Municipio.
- La basilica di Santo Stefano. Originariamente romanica; ricostruita in stile gotico e in stile barocco.
- Il palazzo vescovile (riconoscibile dalla torre incompleta).
- La chiesa benedettina di Sant'Ignazio di Loyola. Questa chiesa è stata costruita sulla forma della chiesa del Gesù a Roma.
- La chiesa carmelitana.
- Le sette stazioni del Calvario.
- L'abbazia di Pannonhalma sorge a 20 chilometri a sud di Győr e risale all'XI secolo.
- La "Casa del tronco di ferro" si trova in piazza Széchenyi. Un tronco d'albero tutto coperto di chiodi di ferro; una volta chi viaggiava usava lasciare un segno del suo passaggio.
- A 30 chilometri si trova Bábolna, località famosa per l'allevamento dei cavalli.

## Economia
La città ospita un importante stabilimento dell'Audi, aperto nel 1994, per la produzione di motori e vetture complete.

## Amministrazione

### Gemellaggi
- Erfurt, dal 1971
- Kuopio, dal 1978
- Sindelfingen, dal 1978
- Colmar, dal 1993
- Brașov, dal 1993
- Nazareth-Illit, dal 1993
- Wuhan, dal 1994
- Poznań, dal 2008

## Sport
La principale squadra calcistica cittadina è il Győr, militante nella massima serie ungherese. Lo stadio in cui gioca è il "Raba ETO".
Il Győri ETO KC è la squadra cittadina di pallamano femminile. La squadra è stata campione d'europa per cinque volte (2013, 2014, 2017, 2018, 2019). Per ragioni di sponsorizzazione, al momento è denominata Győri Audi ETO KC.
Nel 2017 la città ha ospitato il XIV Festival olimpico estivo della gioventù europea e nel 2024 i Campionati europei di tiro da 10 metri.